# Сивоглави ноћни мајмун
Сивоглави ноћни мајмун (Aotus griseimembra) је врста примата (Primates) из породице ноћних мајмуна (Aotidae). 

## Распрострањење
Ареал врсте покрива средњи број држава. 
Врста има станиште у Колумбији и Венецуели.

## Станиште
Станишта врсте су шуме и планине до 3.200 метара надморске висине.

## Угроженост
Ова врста се сматра рањивом у погледу угрожености врсте од изумирања.